# Pterostylis taurus
Pterostylis taurus är en orkidéart som beskrevs av Mark Alwin Clements och David Lloyd Jones. Pterostylis taurus ingår i släktet Pterostylis och familjen orkidéer. Inga underarter finns listade i Catalogue of Life.